# Episodi di Due gemelle e un maggiordomo
La prima e unica stagione della serie televisiva Due gemelle e un maggiordomo, composta da 26 episodi, è stata trasmessa in anteprima negli Stati Uniti d'America dalla ABC Family tra il 2 giugno 2001 e il 4 maggio 2002.
In Italia è andata in onda su Italia 1 tra l'agosto e il mese di settembre del 2002.
| nº | Titolo originale               | Titolo italiano                    | Prima TV USA     | Prima TV Italia |
| -- | ------------------------------ | ---------------------------------- | ---------------- | --------------- |
| 1  | Dog Day Afternoon              | Un pomeriggio di un giorno da cani | 2 giugno 2001    |                 |
| 2  | Siblings in the City           | Salviamo le foche                  | 2 giugno 2001    |                 |
| 3  | The Color of Money             | Il colore dei soldi                | 9 giugno 2001    |                 |
| 4  | There's Something About Riley  | Fuoco e fiamme                     | 16 giugno 2001   |                 |
| 5  | Girls Just Wanna Have Fun      | Un venerdì da leoni                | 23 giugno 2001   |                 |
| 6  | You've Got Mail                | C'è posta per te                   | 30 giugno 2001   |                 |
| 7  | Manuelo in the Middle (Part 1) | Foto di famiglia (1ª parte)        | 7 luglio 2001    |                 |
| 8  | Manuelo in the Middle (Part 2) | Foto di famiglia (2ª parte)        | 14 luglio 2001   |                 |
| 9  | True Lies                      | La grande truffa                   | 21 luglio 2001   |                 |
| 10 | Tedi's Burnout                 | Modella in fuga                    | 28 luglio 2001   |                 |
| 11 | Teacher's Pet                  | Chi ha incastrato Roger Slotnick   | 5 agosto 2001    |                 |
| 12 | Rules of Engagement            | Tre gradi di separazione           | 5 agosto 2001    |                 |
| 13 | Outbreak                       | La febbre del karma                | 1º dicembre 2001 |                 |
| 14 | The Breakfast Club             | Miss Buona Condotta                | 15 dicembre 2001 |                 |
| 15 | The New Guy                    | Larry ti presento Cammie           | 5 gennaio 2002   |                 |
| 16 | The Massage                    | Una fidanzata per Larry            | 12 gennaio 2002  |                 |
| 17 | Riley's New Guy                | Baciami bambina                    | 19 gennaio 2002  |                 |
| 18 | The Wheelchair                 |                                    | 26 gennaio 2002  |                 |
| 19 | The Job                        | Jack e Macy: Agenzia matrimoniale  | 2 febbraio 2002  |                 |
| 20 | The Flat Tire                  | Lezioni di guida                   | 9 febbraio 2002  |                 |
| 21 | The Volunteer                  | L'Angelo della Morte               | 2 marzo 2002     |                 |
| 22 | Trading Places                 | Bottoni e mongolfiere              | 9 marzo 2002     |                 |
| 23 | Larrypalooza                   | La mia banda suona il rock         | 16 marzo 2002    |                 |
| 24 | Look Who's Talking             | Senti chi parla                    | 23 marzo 2002    |                 |
| 25 | Waiting for Gibson             | Aspettando Gibson                  | 30 marzo 2002    |                 |
| 26 | Sweet 16                       | Sedici anni                        | 4 maggio 2002    |                 |